# Paul Eschert
Paul Carl Eschert (* 22. April 1865 in Danzig; † 4. Januar 1931 in Danzig) war ein deutscher Likörfabrikant und Politiker.
Eschert war der Sohn eines Kaufmanns und Likörfabrikanten. Er besuchte das Realgymnasium zu St. Johann und studierte nach dem Abitur Chemie in Lausanne, Genf, Freiburg und Berlin. 1892 wurde er in Berlin promoviert. Nach dem Studium arbeitete er 6 Jahre in der Zucker- und der Sprengstoffbranche und übernahm dann die väterliche Fabrik J. S. Keiler Nachfolger. Im Ersten Weltkrieg wurde er eingezogen und unter anderem in der Verwaltung in Rumänien eingesetzt.
In der Freien Stadt Danzig schloss er sich der Freien Wirtschaftlichen Vereinigung an und war für diese 1920 Mitglied im Volkstag. Er wurde vom Volkstag als nebenamtlicher Senator in den Senat Sahm I gewählt, dem er bis zum 15. Januar 1924 angehörte. Die Deutschdemokratische Partei und die Freie Wirtschaftliche Vereinigung vereinigten sich am 28. Januar 1921 zur Deutschen Partei für Fortschritt und Wirtschaft und Eschert gehörte nun der neuen Partei an.